# Oleksandra Kovalenko
Oleksandra Ihorivna Kovalenko (in ucraino Олександра Ігорівна Коваленко?; Charkiv, 2 maggio 2001) è una nuotatrice artistica ucraina.

## Palmarès
- Mondiali

Gwangju 2019: oro nell'highlight, bronzo nel libero combinato.
- Europei

Glasgow 2018: oro nel libero combinato, argento nella gara a squadre (programma tecnico e libero).
- Europei giovanili

Rijeka 2016: argento nella gara a squadre e nel libero combinato.
Belgrado 2017: argento nel duo (programma libero), nella gara a squadre (programma libero) e nel libero combinato.